# 비판주의
비판주의 교육사상(批判主義敎育思想)은 개인주의·자연주의·실증주의적 교육사상에 대한 이상주의 교육사조로, 신칸트학파인 나토르프(P. Natorp)의 규범적 교육사상이 그 대표적인 것이다.

## 개요
비판적 교육설의 요점은 다음과 같다.
1. 교육의 본질이란 존재를 당위(當爲)에까지 도야하는 것으로, 교육학은 규범적 법칙의 확인과 철학에 의해야 한다.
2. 교육의 목적은 경험적·생물학적으로 설정하지 말고, 가치적 존재인 인간의 초경험적 이상에서 세워야 한다. 따라서 가치활동은 생물학적 생활에 이용되는 수단·도구가 아니요 그 자체가 목적이다.
3. 교육의 방법은 심신의 요소적 기능의 인과법칙에 따라 결정하지 말고, 규범과학 그 자체의 법칙 또는 각종 문화영역 그 자체의 법칙에 따라 방법을 결정해야 한다.

## 학자

### 나토르프
나토르프(Paul Natorp, 1854-1924)는 독일의 철학자이며 교육학자로서, 신(新)칸트학파인 마르부르크 학파의 대표적 인물이다. 베를린·본·슈트라스부르크 등 각 대학에서 철학·고전어를 수학하고, 이 무렵 마르부르크 학파의 창설자인 코헨(H. Cohen, 1842-1918)과 알게 되어 1881년 그의 주선으로 마르부르크 대학의 강사, 1885년 동 대학 원외교수, 1892년 정교수로 진급해서 1922년 퇴직시까지 계속 근무했다.  그의 주요 저서로는 <헤르바르트·페스탈로치 및 오늘의 교육학의 과제>(1899), <철학과 교육학>(1923), <사회적 이상주의>(1920) 등이 있다.  그는 플라톤의 이상주의, 칸트의 선험적 비판철학의 입장에서 규범적 교육성을 논하였다. 그 특징을 보면, ① 말보다 도야(Bildungs)란 용어로 교육론을 전개하고 있다. ② 도야란 예술가가 여러 소재에 일정한 형식을 주고, 혹은 동식물이 그 유기체 성장에 있어 스스로 형성되어 가듯이, 일반적으로 혼연한 소재에 특정 질서를 부여하는 것으로 사물을 그 본래에 있어야 할 완전성에까지 이르게 하는 것이다. ③ 도야나 교육의 개념은 인간이 본래 어떠한 모양으로 있어야 할 것인가 하는 당위의 개념을 전제로 하는 것이며, 이 당위개념을 이상이라고 할 때, 교육은 이것을 밑바탕으로 한 작용이라는 것 등이다.  또 이 이상은 의식 자체의 통일을 향하여 전진하는 무한한 과정이라 하고 네 가지 기본방향을 제시했다. 즉, ① 지적 작용으로서 과학적 세계의 구성으로 향하고, ② 정적(情的)작용으로서 예술적 세계건설로 향하며, ③ 의(意)의 작용으로 도덕적 세계의 건설로 향하고, ④ 절대자에의 동경으로 종교적 세계로 발전한다는 것이다. 이와 같이 자연적·감능적(感能的) 혼연계(渾然界)를 진·선·미·성(聖)의 규범적 법칙에 의하여 과학·도덕·예술·종교가 조화된 질서있는 세계를 형성하여 가는 과정이 인간정신의 본질적 방향이며, 그 조화적 발전을 가치있고 계획적으로 자녀의 마음속에 배양하는 것이 교육의 임무라고 했다.

### 콘
콘(Jonas Cohn, 1869-1947)은 독일인으로 신(新)칸트학파인 바덴학파의 대표적인 교육자이다. 1897년 프라이스부르크 대학의 강사, 1901년 원외교수를 역임했으며, 1919년 <교육의 정신>을 저술했다. 그는 "교육학은 본질상 철학에 의존한다" 또는 "교육학은 그 전체의 조직에 있어 철학적이 아니어서는 안 된다"라고 하면서 철학과 교육과의 불가분의 관계를 주장했다. 또 교육의 목적은 부모나 교사가 권위로 결정할 것이 아니라 아동의 장래와 그가 소속된 사회와의 견지에서 결정해야 된다는 것이다.

## 같이 보기
- 교육사상